# Plaizac
Plaizac és un municipi francès situat al departament del Charente i a la regió de la Nova Aquitània. L'any 2007 tenia 158 habitants.

## Demografia

### Població
El 2007 la població de fet de Plaizac era de 158 persones. Hi havia 62 famílies de les quals 16 eren unipersonals (8 homes vivint sols i 8 dones vivint soles), 25 parelles sense fills i 21 parelles amb fills.
La població ha evolucionat segons el següent gràfic:
Habitants censats

### Habitatges
El 2007 hi havia 68 habitatges, 62 eren l'habitatge principal de la família, 3 eren segones residències i 3 estaven desocupats. Tots els 68 habitatges eren cases. Dels 62 habitatges principals, 56 estaven ocupats pels seus propietaris, 5 estaven llogats i ocupats pels llogaters i 1 estava cedit a títol gratuït; 1 tenia dues cambres, 8 en tenien tres, 13 en tenien quatre i 40 en tenien cinc o més. 57 habitatges disposaven pel capbaix d'una plaça de pàrquing. A 22 habitatges hi havia un automòbil i a 39 n'hi havia dos o més.

### Piràmide de població
La piràmide de població per edats i sexe el 2009 era:
| Homes | Edats   | Dones |
| ----- | ------- | ----- |
| 0     | 95 o +  | 0     |
| 0     | 90 a 94 | 0     |
| 0     | 85 a 89 | 0     |
| 0     | 80 a 84 | 0     |
| 0     | 75 a 79 | 0     |
| 16    | 70 a 74 | 8     |
| 0     | 65 a 69 | 8     |
| 0     | 60 a 64 | 4     |
| 0     | 55 a 59 | 0     |
| 0     | 50 a 54 | 0     |
| 4     | 45 a 49 | 4     |
| 4     | 40 a 44 | 8     |
| 20    | 35 a 39 | 8     |
| 8     | 30 a 34 | 16    |
| 0     | 25 a 29 | 0     |
| 4     | 20 a 24 | 0     |
| 0     | 15 a 19 | 8     |
| 4     | 10 a 14 | 8     |
| 12    | 5 a 9   | 4     |
| 12    | 0 a 4   | 4     |

## Economia
El 2007 la població en edat de treballar era de 98 persones, 67 eren actives i 31 eren inactives. De les 67 persones actives 64 estaven ocupades (39 homes i 25 dones) i 3 estaven aturades (2 homes i 1 dona). De les 31 persones inactives 9 estaven jubilades, 11 estaven estudiant i 11 estaven classificades com a «altres inactius».

### Ingressos
El 2009 a Plaizac hi havia 61 unitats fiscals que integraven 152 persones, la mediana anual d'ingressos fiscals per persona era de 14.965 €.

### Activitats econòmiques
Dels 3 establiments que hi havia el 2007, 1 era d'una empresa de fabricació d'altres productes industrials, 1 d'una empresa de construcció i 1 d'una empresa classificada com a «altres activitats de serveis».
L'únic servei als particulars que hi havia el 2009 era una fusteria.
L'any 2000 a Plaizac hi havia 14 explotacions agrícoles que ocupaven un total de 342 hectàrees.

## Poblacions més properes
El següent diagrama mostra les poblacions més properes.